# Joseph-Léon Deslières
Pour l’article homonyme, voir Deslières.
Joseph-Léon Deslières, né 12 juin 1893 à Sutton et mort le 2 mars 1986 dans la même ville, est homme politique canadien.

## Biographie
Il entame sa carrière en politique en devenant conseiller de la municipalité de Sutton ainsi que maire de 1944 à 1953. 
Élu député du Parti libéral du Canada dans la circonscription de Brome—Missisquoi lors de l'élection partielle déclenchée après le décès du député sortant, Henri Gosselin, il est réélu en 1953 et en 1957. Après la dissolution de la 23e législature du Parlement en 1958, il quitte la politique fédérale et ne se représente pas.